# 14 (зупинний пункт, Лиманська дирекція)
№ 14 — пасажирська зупинна залізнична платформа Лиманської дирекції Донецької залізниці.
Розташована в с-щі Котлине, Покровський район, Донецької області на лінії Покровськ — Чаплине між станціями Покровськ (11 км) та Удачна (5 км).
На платформі зупиняються приміські електропоїзди.